# Chasmina nigropunctata
Chasmina nigropunctata là một loài bướm đêm trong họ Noctuidae.